# Lucy Scott
Lucy Scott (19 januari 1971) is een Brits actrice. Ze is voornamelijk bekend geworden door haar rol als Charlotte Lucas in de BBC-serie Pride and Prejudice uit 1995.
Scott is sinds begin jaren negentig werkzaam als actrice, zowel in film-, televisie- als theaterproducties. Zo speelde ze mee in de theaterstukken Emma, Search and Destroy en Things we do for Love. Ook werkte Scott mee als scriptschrijver voor de televisieserie Popetown.

## Selectieve filmografie
- Spooks (televisieserie)
- Rosemary & Thyme als Carolina Pargeter (2006)
- Tom Brown's Schooldays als Mrs Frances Arthur (2005)
- Perks als Alex Wright (2003)
- The Inspector Lynley Mysteries als Bernadette (2002)
- Pride and Prejudice als Charlotte Lucas (1995)
- Micky Love als Martins secretaresse (1993)